# Schnapper Rock
Schnapper Rock  est une banlieue de la cité d’Auckland située dans l'île du Nord de la Nouvelle-Zélande

## Gouvernance
C’est une banlieue sous la gouvernance du conseil d'Auckland.
Le North Shore Memorial Park fut fondé en 1973. 
C’est un cimetière mis en place par le conseil d’Auckland, situé sur un terrain de 90 acres (36,42170778 ha).

## Démographie

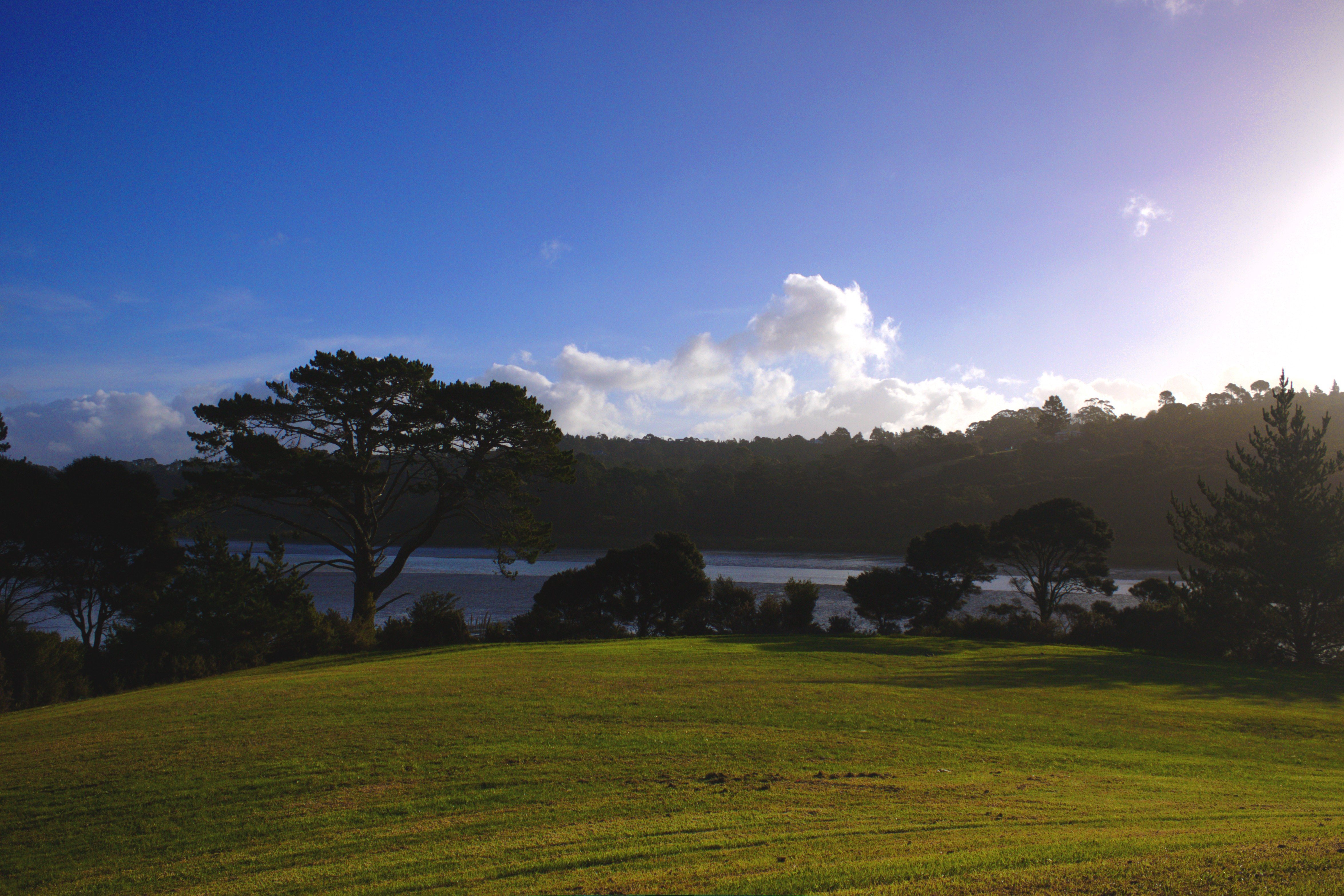
North Shore Memorial Park

Schnapper Rock a une population de 3 939 habitants selon le recensement de 2018 en Nouvelle-Zélande en augmentation de 240 personnes (soit  6,5 %) depuis celui de recensement de 2013 en Nouvelle-Zélande, et une augmentation de 2 508 personnes (soit 175,3 %) depuis celui de recensement de 2006. 
Il y avait 1 107 logements. 
On notait la présence de 1 923 hommes et 2 016 femmes donnant ainsi un sexe ratio de 0,95 homme  pour une femme. 
L’âge médian était de 33,6 ans, avec 864 personnes (soit  21,9 %) âgées de moins de 15 ans, 903 personnes (soit 22,9 %) âgées de 15 à 29, 1 947 personnes (49,4 %) âgées de 30 à 64 ans, et 228 personnes (soit 5,8 %) âgées de 65 ans ou plus.
L’ethnicité était pour 43,6 % européens/Pākehā, 2,9 % Māori, 1,0 % originaires du Pacifique, 52,7 % aAsiatiques et 4,4 % d’autres ethnicités (le total fait plus de 100 % dans la mesure où les personnes peuvent d’identifier de multiples ethnies).
La proportion de personnes nées outre-mer était de 58,4 %, comparée avec les 27.1 %  au niveau national.
Bien que certaines personnes refusent à donner leur religion, 57,4 % n’ont aucune religion, 30,4 % étaient chrétiens, et 8,1 % avaient une autre religion.
Parmi ceux de plus de 15 ans, 1 161 personnes (37,8 %) avaient une licence ou un degré supérieur et 231 personnes (7,5 %) n’avaient aucune qualification formelle. 
Le revenu médian était de 35,100 $. 
Le statut d’emploi de ceux de plus de 15 ans était pour 1 596 personnes (51,9 %) employés à plein temps, 441 personnes (14,3 %) étaient à temps partiel et 93 personnes (3,0 %) étaient sans emploi .